# Pelocetus
Pelocetus — вимерлий рід вусатих китів, що належить до родини Pelocetidae. Скам'янілості були знайдені в морських шарах міоценового віку в Північній Америці.